# L-函数の特殊値
数学の L 函数の特殊値とは、L 函数の整数点での値やテイラー展開したときの先頭項の係数のことである。数論の研究対象の一つであり、さまざまな研究が進められている。

## 概要
ライプニッツの π の公式
{\displaystyle 1\,-\,{\frac {1}{3}}\,+\,{\frac {1}{5}}\,-\,{\frac {1}{7}}\,+\,{\frac {1}{9}}\,-\,\cdots \;=\;{\frac {\pi }{4}}\!}
は L 函数の特殊値の一例である。左辺はあるディリクレ級数 L(s, χ) の s=1 での値と思えるが、これは類数公式によりガウスの有理数体 Q(i)  の類数と関係がつく。そしてこの公式は Q(i)  の類数が1であることと関係している。このように、L 函数の特殊値には整数論において重要な不変量が現れる。
同様のことがモチーフの L 函数に対しても成り立つであろうと予想されている。最も一般的で精密な予想は同変玉河数予想（equivariant Tamagawa number conjecture, ETNC）と呼ばれる予想である。
歴史的には、まず楕円曲線の L 函数の特殊値に関するバーチ・スウィンナートン＝ダイアー予想があった。そしてピエール・ドリーニュによってモチーフの L 函数の特殊値に関する予想が提出された。ドリーニュの予想はクリティカル・モチーフというモチーフに対するもので、このモチーフの L 函数の特殊値を有理数倍による違いを除いて予想するものだった。これはライプニッツの π の公式でいうと円周率の部分を予想したことに相当する。この予想はドリーニュ予想と呼ばれている。
次にアレクサンダー・ベイリンソンがクリティカルという仮定を外しドリーニュ予想を一般化した。ベイリンソンは代数的 K 理論を用いて数体のレギュレータを一般化し「高次のレギュレータ」（ベイリンソン・レギュレータ）というものを定義した。そしてモチーフの L 函数の特殊値は有理数倍による違いを除いてこの高次レギュレーターになるだろうと予想した。この予想はベイリンソン予想と呼ばれている。
スペンサー・ブロックと加藤和也はモチーフの L 函数の特殊値の有理部分を決定する予想を提出した。彼らはモチーフの玉河数というものを定義しモチーフの L 函数の特殊値の有理部分はこの数によって決定できると予想した。玉河数という言葉は線型代数群の玉河数を研究していた玉河恒夫にちなむ。この予想は玉河数予想（Tamagawa number conjecture）またはブロック・加藤予想（Bloch–Kato conjecture）と呼ばれている。代数的 K 理論にもミルナー予想の拡張であるブロック・加藤予想と呼ばれる予想（ウラジーミル・ヴォエヴォドスキーらによって証明されている）があるが、これはここで述べた L 函数の特殊値に関するブロック・加藤予想とは別物である。
玉河数予想はその後加藤らによって同変係数に一般化された。さらに加藤はこれが岩澤理論における岩澤主予想の一般化でもあることを見出した。
デイヴィッド・バーンズとマティアス・フラック
は玉河数予想を拡張し、モチーフの L 函数の特殊値に関する予想とスターク予想をはじめとするアルティン L 函数の特殊値に関する予想を合体させ同変玉河数予想を定式化した。
これらの予想はすべて、特別なケースについてのみ成立することしか知られていない。

### ベイリンソン予想
- Peter Schneider, Introduction to the Beilinson Conjectures (PDF)
- Jan Nekovář, Beilinson's Conjectures - ウェイバックマシン（2012年2月25日アーカイブ分）

### 玉河数予想
- Matthias Flach, The Tamagawa Number Conjecture - ウェイバックマシン（2015年10月5日アーカイブ分）
- 都筑暢夫「BLOCH-KATO 予想の紹介(その1) : NON-ARCHIMEDEAN LOCAL FIELD 上の理論(代数的整数論と数論的幾何学)」『数理解析研究所講究録』第925巻、京都大学数理解析研究所、1995年10月、34-42頁、CRID 1050282676667868032、hdl:2433/59811、ISSN 1880-2818。
- 杉本真「Bloch-Kato 予想の紹介(その2)(代数的整数論と数論的幾何学)」『数理解析研究所講究録』第925巻、京都大学数理解析研究所、1995年10月、43-52頁、CRID 1050001202297476096、hdl:2433/59810、ISSN 1880-2818。